# Коронавірусна хвороба 2019 у Чилі
Спалах коронавірусної хвороби 2019 у Чилі — це поширення пандемії коронавірусної хвороби 2019 на територію Чилі. Перший випадок інфікування новим коронавірусом у країні зафіксовано 3 березня 2020 року. Уже з березня 2020 року в країні спостерігається значне збільшення захворюваності на коронавірусну хворобу. Якщо перші зареєстровані випадки були завезені до країни з Південно-Східної Азії та Європи, то пізніше поширення коронавірусної хвороби в країні стало неконтрольованим, перейшовши в Чилі до четвертої фази пандемії згідно визначення ВООЗ. Першу тисячу зареєстрованих хворих у країні виявлено до 25 березня, в кінці травня в країні переступили поріг у 100 тисяч виявлених хворих.
Найбільше випадків коронавірусної хвороби зареєстровано у Столичному регіоні Сантьяго, великі спалахи захворювання також зареєстровано в Арауканії, Чильяні та Пунта-Аренасі. Загальнонаціональний локдаун у країні, на відміну від сусідніх Аргентини та Перу не запроваджувався, запроваджувався лише локдаун у частині населених пунктів та муніципалітетів. 16 травня запроваджено строгий карантин у столиці країни Сантьяго у зв'язку з різким збільшенням кількості випадків хвороби.
На початок червня Чилі знаходиться на третьому місці у Південній Америці за кількістю підтверджених випадків коронавірусної хвороби після Бразилії та Перу. Незважаючи на те, що кількість смертей унаслідок коронавірусної хвороби була меншою, ніж в інших країнах регіону, навіть у країнах з меншою кількістю підтверджених випадків, кількість випадків та смертей унаслідок коронавірусної хвороби розпочала різко збільшуватися з травня 2020 року. 31 травня 2020 року офіційна кількість померлих від коронавірусної хвороби в країні перевищила 1000 осіб. Частина джерел повідомили, що додатковий приріст смертності у країні за час пандемії становить від 300 до 1000 осіб, які не увійшли до офіційної урядової статистики, у порівнянні зі статистикою смертності попередніх років. У червні уряд країни підтвердив факт додаткових смертей у країні від коронавірусної хвороби, які не враховувались офіційною статистикою, включно з тими випадками, коли хворим не проводились ПЛР-обстеження у зв'язку з їх відсутністю. У липні 2020 року кількість померлих від коронавірусної хвороби в країні перевищило 10 тисяч осіб.
Наслідки пандемії виявились досить значними для Чилі. У березні 2020 року, коли з'явились перші випадки коронавірусної хвороби в Чилі, в країні все ще продовжувались протести і заворушення, які розпочались ще у жовтні 2019 року. На початку пандемії встановлений карантин та закрилась частина підприємств та закладів, що негативно позначилось на економіці країни. До квітня 2020 року рівень безробіття досяг 9 %, що стало найвищим показником за останні 10 років, скорочення економіки склало 14,1 %. У кінці травня, переважно в столиці країни Сантьяго, розпочалась нова хвиля протестів у зв'язку з нестачею продовольства та незадоволенням діями уряду. ВВП Чилі скоротився на 5,8 % у 2020 році, що стало найбільшим спадом у країні за 40 років. Чилі є єдиною країною у світі, яка має такі процедури в'їзду, як вимога гомологації вакцин для приїзду в країну.

## Хронологія

### 2020

#### Березень
3 березня 2020 року міністерство охорони здоров'я Чилі повідомило про виявлення першого випадку коронавірусної хвороби в країні, після чого Чилі стало п'ятою країною в Латинській Америці, у якій зареєстровані випадки коронавірусної хвороби, після Бразилії, Мексики, Еквадору та Аргентини. «Нульовим пацієнтом» став 33-річний чоловік з міста Талька, який інфікувався під час медового місяця у Південно-Східній Азії.
4 березня підтверджено ще два випадки хвороби. Однією з них стала дружина першого хворого, інший випадок зареєстровано у Сантьяго, який став першим випадком у столиці країни, нею стала 56-річна жінка, яка відвідала перед цим кілька країн Європи, зокрема Італію.
7 березня міністерство охорони здоров'я повідомило про перший випадок коронавірусної хвороби в Чилі у неповнолітнього, 17-річного хлопця, який перед цим відвідував кілька європейських країн разом із третім і п'ятим хворими в країні. Перший випадок хвороби підтверджено в місті Пуерто-Монт. Усього в країні зареєстровано 7 хворих коронавірусною хворобою.
8 березня в країні виявлено ще 3 випадки коронавірусної хвороби, включно з 83-річною жінкою, яка інфікувалась від родича, який приїхав з Нью-Йорка, у якого симптоми хвороби виявились уже після повернення до США. Цей випадок вважається першим випадком внутрішньої передачі коронавірусної хвороби в країні.
9 березня виявлено інфікування у 2-річної дитини з Мауле, що стало першим виявленим випадком у провінції Біобіо. Цього дня міністерство охорони здоров'я вирішило не повідомляти про кожен окремий випадок хвороби, а повідомляти про всі нові випадки за добу щодня в один час.
11 березня кількість підтверджених випадків коронавірусної хвороби в країні досягла 23. 14 із них виявлені у столичному регіоні, який став першим регіоном, кількість випадків хвороби в якому перевищила 10. більшість цих випадків зареєстровані у передмістях столиці Чилі Сантьяго Лас-Кондес, Вітакура і Ло-Барнечеа.
13 березня першим освітнім закладом, закритим на карантин у Чилі, став столичний Коледж Сан-Хорхе, після того, як у одного з викладачів виявлено коронавірус.
14 березня виявлено 18 новий випадок коронавірусної хвороби, що склало 61 випадок з початку пандемії. Перші випадки хвороби виявлені у трьох регіонах — Антофагаста, Атакама та Айсен, у останньому з них першим випадком став 83-річний британський турист, якого зняли з круїзного лайнера в Пуерто-Чакабуко з симптомами коронавірусної хвороби, до цього він сходив на берег у Калета-Тортел.

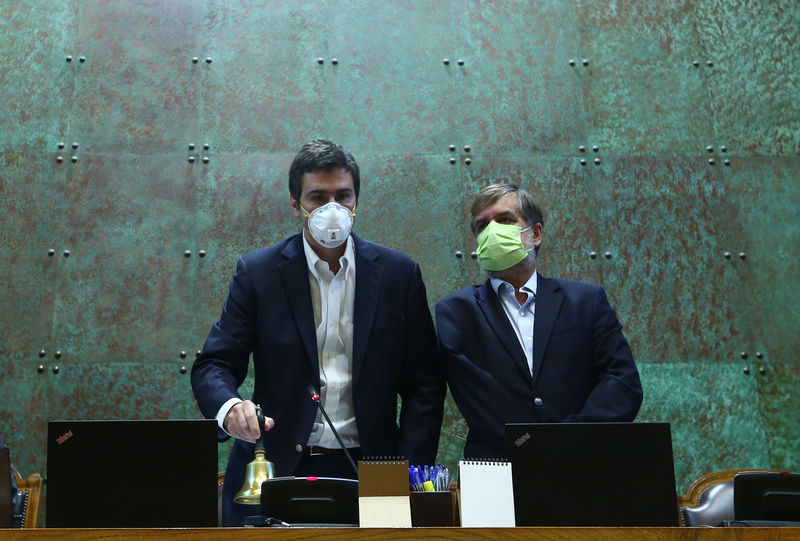
Голова та заступник палати депутатів парламенту Чилі в захисних масках.

16 березня протягом дня підтверджено 81 випадок коронавірусної хвороби, довівши загальну кількість виявлених випадків у країні до 156. Відповідно до визначення ВООЗ, у країні розпочалася четверта стадія пандемії коронавірусної хвороби.
17 березня кластер захворювання коронавірусної хвороби виявлено в Чильяні. Поширення хвороби у місті пов'язано із тісними контактами групи людей під час відвідування тренажерного залу.
19 березня за добу уперше виявлено більше 100 нових випадків коронавірусної хвороби, загальна кількість виявлених випадків зросла до 342.
21 березня міністр охорони здоров'я Чилі Хайме Маняліч повідомив, що в країні зафіксована перша смерть від коронавірусної хвороби. Першою померлою виявилась 83-річна жінка з Сантьяго.
22 березня кількість зареєстрованих випадків у країні досягла 632. По всій території країни запроваджено комендантську годину.
24 березня перший зареєстрований випадок коронавірусної хвороби підтверджено на острові Пасхи, незважаючи на локдаун острова, встановлений 19 березня.
25 березня кількість зареєстрованих випадків коронавірусної хвороби в країні перевищила 1000 осіб, досягнувши показника в 1142 хворих, серед яких 3 хворих померли.
26 березня введено комендантську годину в 7 комунах Столичного регіону.
27 березня кількість випадків коронавірусної хвороби в країні досягла 1610, 5 хворих померли. На всій території регіону Арауканія введено комендантську годину у зв'язку з різким збільшенням кількості хворих.

#### Квітень-травень
19 квітня 2020 року президент Чилі Себастьян Піньєра у своєму зверненні до народу повідомив про поступовий процес переходу від строгих карантинних заходів до поступового обмеження карантину, в тому числі відкриття шкіл до початку травня, а також повернення на свої робочі місця державних службовців.
30 квітня 2020 року мер міста Лас-Кондес у провінції Сантьяго Хоакін Лавін відкрив перший торговий центр у Чилі після початку пандемії коронавірусної хвороби, проте він закрився наступного дня.
15 травня введений карантин на всій території столичної області Сантьяго.
28 травня уряд країни повідомив, що в країні зареєстровано загалом 86943 випадки коронавірусної хвороби, що перевищило кількість випадків, зареєстрованих у Китаї, який є джерелом походження інфекції.

#### Червень-серпень
2 червня міністерство охорони здоров'я Чилі змінило визначення активних випадків хвороби, чим зменшило їх кількість відразу на третину. згідно нового визначення міністерства, активним випадок хвороби вважається протягом 14 днів з дати появи симптомів хвороби, а не з дати підтвердження захворювання, як це було раніше, після 14 днів хвороби особа автоматично переходить до категорії осіб, які одужали після хвороби. Міністерство більше не буде публікувати кількість вилікуваних хворих у своїх щоденних звітах.
3 червня міністерство охорони здоров'я країни запровадило нові критерії визначення смертності від коронавірусної хвороби. Напередодні кількість смертей від коронавірусної хвороби в країні досягла 87 випадків за добу, що є найвищим показником з моменту початку епідемії, з них більш ніж третина випадків (33) зафіксована за новими критеріями.
6 червня кількість випадків хвороби у Столичному регіоні Сантьяго перевищила 100 тисяч, кількість випадків смерті в регіоні досягла кількості 1184 осіб.
7 червня міністр охорони здоров'я Чилі Хайме Маньяліч повідомив, що в попередніх звітах щодо смертності хворих від коронавірусної хвороби не враховані 653 випадки смерті, які будуть включені до наступних звітів щодо смертності від коронавірусної хвороби. До цього в країні було зареєстровано 1637 смертей від коронавірусної хвороби, а разом із додатково встановленими випадками їх кількість зростає до 2190 випадків.
8 червня уряд країни оголосив про нову зміну методики підрахунку кількості померлих від коронавірусної хвороби. Нова методика полягає у аналізі тексту в свідоцтвах про смерть, виданих службою цивільного реєстру та ідентифікації Чилі. Хоча згідно нової методики у довгостроковій перспективі виявляється більше випадків смертей від коронавірусної хвороби, проте він спричинив відставання у щоденній звітності щодо смертності. Після зміни методології підрахунку смертності повідомлено про додаткові 19 смертей від коронавірусної хвороби.
10 червня уперше опубліковано повний звіт щодо захворюваності та смертності від коронавірусної хвороби, розрахований за новою методикою. До цього звіту вкючено додатково ще 192 випадки смерті хворих. Загальна кількість випадків коронавірусної хвороби в країні сягнула 148496 хворих.
13 червня незалежна організація Чилійський центр незалежного журналістського нагляду (CIPER) повідомила, що статистичний департамент міністерства охорони здоров'я подав до Всесвітньої організації охорони здоров'я звіт, у якому кількість померлих від коронавірусної хвороби становить більш ніж 5000 осіб, що значно менше, ніж у опублікованих у засобах масової інформації щоденних звітах. Заступник міністра охорони здоров'я країни підтвердив наявність паралельного підрахунку кількості померлих, повідомивши, що до нього включалися випадки смерті осіб із підозрою на коронавірусною хворобою, хоча паралельний підрахунок вівся не щодня, та офіційно не публікувався. Міністр охорони здоров'я країни Хайме Маняліч пішов у відставку, його замінив Енріке Паріс.
20 червня міністерство охорони здоров'я країни уперше повідомило кількість смертей, у яких підозрюється зв'язок із COVID-19, та про які повідомлено до ВООЗ. Департамент статистики і медичної інформації міністерства повідомив загалом про 7144 таких випадки. Проте уряд країни повідомив, що звіт про такі випадки не буде повідомлятися щоденно, і будуть повідомлятися лише випадки з позитивним ПЛР та занесені до реєстру актів громадського стану як «смерть, пов'язана з COVID-19».
Згідно даних департаменту статистики і медичної інформації МОЗ Чилі, загальна кількість смертей від коронавірусної хвороби в країні (як підтверджених, так і підозрюваних) перевищило 10000 осіб.
17 липня: МОЗ змінює критерії підрахунку смертей від COVID-19 у своєму щоденному звіті. З того дня міністерство використовувало лише дані підтверджених смертей з позитивними ПЛР-тестами згідно зі звітом DEIS, замінюючи попередні критерії, засновані на реєстрі актів цивільного стану. Ця зміна включала 1057 додаткових смертей. Однак інформація про ймовірні випадки смерті без наявності ПЛР-тестування продовжувались публікуватися щотижня.
18 липня: уряд оголошує програму «Paso a Paso nos cuidamos» («Крок за кроком ми дбаємо про себе») з 5 різними динамічними кроками для скасування карантину, встановлюючи різні обмеження для комун залежно від «кроку», на якому вони були: Крок 1, карантин; Крок 2, перехід (карантин вихідного дня); Крок 3, підготовка; Крок 4, початкове відкриття; і 5, розширене відкриття.
16 серпня: після 143 днів уряд оголошує про припинення карантину у всій комуні Сантьяго, найдовшого в країні на той момент.
19 серпня: місто Пунта-Аренас переведено на карантин через збільшення кількості випадків. У наступні місяці спалах у регіоні Магальянес став одним із найгірших у країні.

### Вересень-грудень 2020 року
25 жовтня: Конституційний плебісцит 2020 року проводиться з рекордною явкою. Вжито кількох заходів, щоб зменшити ризик зараження коронавірусом, а особи з позитивним ПЛР-тестом не мали права голосувати.
21 листопада: кількість смертей від COVID-19 (підтверджених і підозрюваних) перевищила 20 тисяч.
17 грудня: після подолання одного з найгірших спалахів COVID-19 місто Пунта-Аренас вийшло з карантину.
19 грудня Президента Чилі Себастьяна Піньєру оштрафували на 3,5 тис. доларів за порушення маскового режиму в громадському місці.
22 грудня: Збройні сили Чилі повідомила про 36 випадків захворювання на антарктичній станції «Генерал Бернардо О'Гіґґінс» на Чилійській Антарктичній території. Це були перші зареєстровані випадки на континенті.
24 грудня: 10 тисяч доз вакцини Pfizer–BioNTech проти COVID-19, першої вакцини проти COVID-19, схваленої в країні, прибули до Сантьяго. Розпочато кампанію вакцинації, зосередженої насамперед на працівниках швидкої медичної допомоги. Це була перша відправка вакцин із загальної кількості 10 мільйонів доз, придбаних чилійським урядом у компанії «Pfizer».
30 грудня: Уряд оголошує спеціальний обмеження карантинних заходів на свята, за винятком комун, які перебувають під обмеженнями Кроку 1 (Карантин).

### 2021
20 січня: програма «Paso a Paso» змінена, і дозволено працювати театрам, циркам і кінотеатрам на території комун на 3 або вище рівні епідемічної ебезпеки, хоча і зі зменшеною кількістю відвідувачів.
В лютому в Чилі виявили перші випадки «бразильського» штаму коронавірусу — у місті Талька на території регіону Мауле.
3 лютого: після завершення початкової програми, зосередженої на медичних працівниках екстреної допомоги, розпочалася програма масової вакцинації: 163 тисяч осіб були вакциновані, більшість з яких старше 90 років, у перший день вакциною «Коронавак» виробництва компанії «Sinovac Biotech».
19 лютого: незважаючи на початкові обмеження, казино дозволено працювати, за винятком комун під обмеженнями Кроку 1.
20 лютого: міністерство освіти підтвердило, що очні шкільні заняття розпочнуться в країні 1 березня 2021 року, навіть незважаючи на те, що кілька мерів і профспілок вчителів висловили публічні застереження щодо цього.
4 березня: усі комуни Великого Консепсьйону (третій за величиною столичний район країни) переведенню на карантин.
8 березня: оголошено карантин у Ла-Серені, Кокімбо та Вальпараїсо.
10 березня: Конгрес схвалив 90-денне продовження надзвичайого стану. Оскільки конституція надає президенту повноваження оголошувати надзвичайний стан на один рік без схвалення Конгресу, це був перший раз, коли Себастьян Піньєра мав офіційно подати запит на продовження.
11 березня: усі комуни в столичному регіоні Сантьяго переведено відповідно на Крок 2 після сплеску випадків із понад 5500 хворими в країні (найбільше з червня 2020 року). Кілька модифікацій програми «Paso a Paso» скасовано, посилено обмеження на Кроку 2, і відновлено комендантську годину о 22:00.
14 березня: уряд Чилі оголошує про нові зміни до програми «Paso a Paso», що дозволяло проводити релігійні церемонії у відкритих і закритих приміщеннях.
18 березня: карантин оголошено в Ікіке, Вінья-дель-Мар, Сантьяго та кількох інших комунах. З 20 березня 2021 року понад 9 мільйонів жителів залишалися під повним карантином.
20 березня: повідомлено про 7084 нові випадки хвороби, найбільша кількість випадків, зареєстрована на добу в Чилі на той час.
24 березня: Верховний суд Чилі постановив, що релігійні служби не можуть бути обмежені під час карантину через свободу віросповідання.
25 березня: решту столичного регіону Сантьяго переведено на етап 1 карантину.
28 березня: Президент Себастьян Піньєра оголошує пропозицію щодо реформування Конституції, щоб перенести місцеві, регіональні вибори та вибори до конгресу, які спочатку були заплановані на 10 і 11 квітня 2021 року, на 15 і 16 травня 2021 року.
29 березня: Інститут громадського здоров'я підтвердив випадки місцевої передачі варіантів COVID-19 лінії B.1.1.7 (альфа) і лінії P.1 (гамма), а також перші випадки штаму B.1.525 і B. У туристів, які прибувають до країни, виявлено 1526 варіантів вірусу.
1 квітня: загальна кількість випадків перевищує 1 мільйон. Уряд оголошує про кілька змін у діючих обмеженнях: кордони будуть закриті на 30 днів, за деякими винятками для громадян і резидентів, що повертаються в країну; комендантська година почнеться о 21:00, на годину раніше, ніж раніше; дозволи на роботу в комунах, які перебувають на карантині, будуть обмежені лише роботою життєво важливих закладів, обмежуючи адміністративну, фінансову та консультаційну діяльність лише віддаленою роботою. На ринках і супермаркетах буде дозволено продавати лише товари першої необхідності, такі як продукти харчування, ліки та засоби гігієни, тоді як інші магазини, зокрема одягу, будуть закриті.
23 травня: Уряд запровадив «перепустку мобільності» для повністю вакцинованих осіб (тих, кому введено повну дозу відповідної вакцини та після 14-денного періоду), яка дозволяє її власникам пересуватися всередині країни, незважаючи на карантин, за виключення руху під час комендантської години.
30 травня: Чилійський медичний коледж вийшов із соціального круглого столу щодо COVID-19 через серйозні розбіжності з урядом. Лікарська асоціація заявила, що дії уряду були схвалені, незважаючи на відмову з боку різних учасників круглого столу, який складався з експертів з різних галузей.
У вересні в Чилі було дозволено використовувати вакцину CoronaVac для дітей віком від 6 років.
4 грудня: Регіональний секретаріат департаменту охорони здоров'я Вальпараїсо повідомив про перший випадок варіанту Омікрон у країні. Секретаріат сказав, що цим хворим був прибулий з Гани, який приїхав до країни 25 листопада 2021 року.

### 2022
28 березня: мер чилійського міста Чіко оголосив, що муніципальна рада вирішила скасувати обов'язковий масковий режим. Це рішення незабаром скасував місцевий регіональний секретар департаменту охорони здоров'я, який заявив, що загальнонаціональне обов'язкове використання масок все ще діє.

## Урядові заходи
13 березня 2020 року президент країни Себастьян Піньєра оголосив про заборону на масові заходи за участю більш ніж 500 осіб для стримування поширення коронавірусної хвороби, всупереч запланованим на березень і квітень масовим протестам проти політики уряду.
14 березня 2020 року близько 1300 пасажирів на двох круїзних лайнерах, які зайшли до чилійських портів, помістили в карантин після виявлення позитивного тесту на коронавірус у 83-річного британського туриста на одному з лайнерів. Невелике приморське селище Калета Тортел, яке відвідував цей британський турист, помістили після цього у 14-денний карантин.
15 березня президент країни на прс-конференції висловився щодо захворюваності на коронавірусну хворобу у студентів:
1. 14-денна ізоляція для будь-якого студентів або викладачів, у прямих родичів яких виявлено підтверджений випадок коронавірусної інфекції.
2. Призупинення занять на 14 днів у групі після виявлення у студента коронавірусної інфекції.
3. Призупинення занять на 14 днів у всьому учбовому закладі післявиявлення у студентів 2 і більше випадків коронавірусної хвороби. Ці заходи можуть змінюватися або поширюватися на конкретні муніципалітети або регіони у залежності від епідемічної ситуації за необхідністю.

16 березня президент країни оголосив про закриття кордонів країни на 14 днів. Він повідомив, що країна закриває всі сухопутні, морські та повітряні кордони для транзиту іноземних громадян. Він заявив, що це не вплине на завезення життєво необхідних вантажів до країни, а також на діяльність перевізників, які забезпечують постачання життєво необхідних товарів. Цей захід розпочинає діяти з 18 березня. Громадяни Чилі та особи. які мають право на постійне проживання у країні, які повертаються з місць із високим рівнем захворюваності на коронавірусну хворобу, можуть повернутися до країни, перед цим пройшовши санітарний контроль на митниці, після чого проходять 14-денний карантин.
18 березня президент країни своїм указом ввів на всій території Чилі режим національної катастрофи (варіант надзвичайного стану, який згадується в конституції країни) для покращення контролю за перебігом епідемії коронавірусної хвороби, та вступає в силу опівночі цього дня.
20 березня алькальди трьох муніципалітетів столичного регіону — Лас-Кондес, Ла-Рейни та Вітакура — оголосили профілактичних карантин у цих муніципалітетах, у яких зареєстровано значну кількість випадків коронавірусу.
22 березня на всій території Чилі оголошено нічну комендантську годину з 22:00 до 5:00, для того, щоб обмежити знаходження людей на вулиці та утримувати їх якнайдалі один від одного, у зв'язку з різким зростанням кількості випадків коронавірусною хворобою в країні. Того ж дня подовжено комендантську годину з 14:00 до 5:00 наступного дня на острові Пасхи.
26 березня в 10 годині вечора в семи комунах столичного регіону Сантьяго (Сантьяго, Індепенденсія, Провіденсія, Нуньо, Лас-Кондес, Вітакура і Ло-Барнечеа) встановлюється повний локдаун, який охопить територію з населенням у 1,3 мільйона жителів.
28 березня о 22:00 встановлено повний локдаун в Темуко і Педро-лас-Касас.
1 квітня о 22:00 у Пунта-Аренасі встановлено повний локдаун.
30 квітня влада Чилі відмовилась від попередніх планів введення так званих сертифікатів імунітету, проте введе так звані «сертифікати одужання», які, втім, не підтверджують імунітет до інфекції.
7 травня повний локдаун поширено ще на частину комун столичного регіону, в результаті він охопив дві третини регіону.
10 травня встановлено повний локдаун на всій території столичного регіону Сантьяго, кілька сусідніх комун, та міста Ікіке та Альто-Оспісіо.
26 грудня в Чилі було почато вакцинацію, першими дози препарату Pfizer отримали медики, що працюють з хворими COVID-19.

## Вплив пандемії

### Події
2 березня 2020 року скасована у зв'язку з ризиком поширення коронавірусної інфекції Всесвітня мідна конференція у Сантьяго, яка є найбільшою конференцією мідевидобувної промисловості в світі, яка була попередньо запланована з 23 до 27 березня. Скасовані також низка масштабних заходів, зокрема музичний фестиваль «Lollapalooza» (запланований на 27—29 березня 2020 року) та XXI Міжнародний ярмарок авіації та космонавтики (запланований на 31 березня—5 квітня 2020).

### Політика
За кілька місяців до перших випадків COVID-19 у Чилі відбулася серія масових протестів і заворушень проти уряду Себастьяна Піньєри, відомих місцевим жителям як «el Estallido social». Хоча й не такі масові, як у жовтні чи листопаді 2019 року, у 2021 році кілька протестних акцій тривали у головних містах Чилі. Однак більшість із них довелося зупинити через пандемію та встановлення кількох часткових локдаунів у Сантьяго та інших містах. Спочатку ситуація розглядалася урядом Піньєри як можливість послабити протести та змінити пріоритети уряду, зосередившись на боротьбі з пандемією, а не на протестах; всередині країни деякі члени уряду навіть назвали ситуацію «Святим Ковідом».
На 26 квітня в Чилі було заплановано проведення загальнонаціонального референдуму щодо нової конституції країни. Спочатку уряд країни планував, що референдум пройде в заплановані строки, з використанням під час його проведення засобів особистого захисту та дотримання необхідних санітарно-епідеміологічних норм. Проте 19 березня депутати парламенту прийняли рішення про перенесення референдуму на кінець жовтня, у зв'язку з небезпекою стрімкого поширення коронавірусної інфекції, що переважає будь-яку політичну доцільність. Після затвердження рішення парламентом референдум перенесено на 25 жовтня. За кілька тижнів після початку карантину працівники урядових установ стерли більшість вуличних картин у центрі Сантьяго, намальованих під час протестів, і президент відвідав порожню площу Італії — головне місце протестів — щоб зробити там кілька фотографій, що вважалося багатьма як спосіб кепкування над протестувальниками під час карантину.
Коли в середині травня 2020 року кількість випадків COVID-19 почала зростати, ситуація стала складною для адміністрації Піньєри. З одного боку, уряд мав складні та напружені стосунки з науковцями та медичними працівниками, особливо з Чилійським медичним коледжем, який критикував відсутність прозорих даних, вважав кілька вжитих заходів неадекватними або запізнілими, та засуджував нестабільні та небезпечні умови для медичних працівників. Мери міст, включно з членами правлячих політичних партій, відкрито не підкорялися деяким заходам уряду та запровадили власні заходи захисту, президент Чилійського медичного коледжу Іскія Січес стала популярною фігурою, ставши одним із політиків з найбільшим рейтингом схвалення в кількох опитуваннях.
З іншого боку, вплив пандемії спричинив серйозну економічну кризу. Навіть незважаючи на те, що уряд пропонував різні плани допомоги компаніям і населенню, ці плани виявилися недостатніми та вкрай обмежувальними, виключаючи кілька груп постраждалих осіб. Це збільшило дистанцію з політичною опозицією і навіть з деякими членами правлячої коаліції. Через відсутність підтримки людей, які постраждали від пандемії, група лівих політиків запропонувала конституційну реформу, щоб дозволити людям знімати 10 % пенсійних коштів зі свого рахунку без обмежень. Хоча уряд відхилив пропозицію, її підтримало населення, і навіть деякі праві політики. Пропозиція була схвалена обома палатами Конгресу в червні 2021 року великою більшістю голосів, завдавши серйозного удару адміністрації Піньєри. Друге голосування за зняття 10 % було проведено в грудні, а третє — у квітні 2021 року. Після того, як третій законопроєкт було схвалено за підтримки обох партій, Себастьян Піньєра засудив його як неконституційний і подав до Конституційного суду Чилі; однак суд проголосував з результатом 7 проти 3 за схвалення конституційної реформи, завдавши ще однієї політичної втрати президенту.
Шокуючу поразку в суді багато хто вважав політичним кінцем уряду Піньєри. Згідно з кількома опитуваннями, у цей час адміністрація Піньєри отримувала найнижчий рівень підтримки, який сягав нижче 10 %. Щоб протистояти різним суперечностям і проблемам, Піньєрі довелося кілька разів змінювати склад кабінету міністрів, ставши найбільш нестабільною адміністрацією після повернення демократії в Чилі. Серед міністрів, звільнених через пандемію COVID-19 та її наслідки, були міністр внутрішніх справ Гонсало Блумель, міністр охорони здоров'я Хайме Маньяліч і міністр соціального розвитку Себастьян Сіхель.

#### Перенесення виборів
Унаслідок протестів 2019—2020 років, за кілька місяців до появи перших випадків коронавірусної хвороби в країні було оголошено про початок процесу написання нової конституції країни. Процес включав початковий референдум і, якщо процес буде схвалений виборцями, нові вибори обрали б членів Конституційного конвенту, які керували б конституційним процесом.
Уряд Чилі спочатку заявив, що перший плебісцит буде проведено в початкову дату 26 квітня 2020 року відповідно до санітарних заходів. Однак 19 березня 2020 року чилійські законодавці домовилися відкласти референдум до кінця жовтня, оскільки проблеми безпеки, пов'язані з поширенням хвороби, взяли верх над політикою. Референдум було перенесено на 25 жовтня 2020 року після офіційного схвалення двома третинами голосів Конгресу 24 березня.
Муніципальні та регіональні вибори, які спочатку мали відбутися 25 жовтня 2020 року, були перенесені на 11 квітня 2021 року, як і вибори членів Конституційного конвенту, які врешті-решт були затверджені національним референдумом. Під час виборів у квітні 2021 року виникли деякі проблеми з безпекою через велику кількість бюлетенів і кандидатів, що призвело до збільшення середнього часу голосування та можливих скупчень людей. Щоб уникнути цієї проблеми, уряд запропонував провести вибори в два дні, 10 і 11 квітня 2021 року, що врешті було схвалено Конгресом. Однак стрімке зростання кількості випадків в останні тижні березня змусило владу відкласти вибори на 5 тижнів. Остаточно вибори відбулися 15 і 16 травня 2021 року.

### Дика природа
У 2020 році повідомлялося про серію рідкісних спостережень пум на вулицях околиць чилійської столиці Сантьяго. Наприкінці березня — на початку квітня було помічено 3 пум, двох з яких вдалося спіймати. У вересні групу з трьох пум, включаючи дитинча та його матір, помітили в прекордільєрському районі Лас-Кондес. Станом на 5 жовтня «Servicio Agrícola y Ganadero» та Національний зоопарк виловили 10 пум у Сантьяго. Також 5 жовтня міністерство житлового будівництва і містобудування та міністерство сільського господарства випустили посібник про те, «що робити і чого не робити» під час і після спостереження за пумою в містах.
За словами заступника директора «Servicio Agrícola y Ganadero» в столичному регіоні Сантьяго Хуана Валенсуели, існує 2 гіпотези, які пояснюють це спостереження. Перша полягає в тому, що пуми переселилися в місто в результаті карантину, запровадженого через поширення пандемії COVID-19 у Чилі. Друга гіпотеза пов'язує спостереження за пумами з нестачею їжі на їхніх звичайних територіях. Ці спостереження були частиною всесвітнього феномену спостережень зазвичай сором'язливих диких тварин у містах під час пандемії COVID-19.

## Відомі люди, померлі від коронавірусної хвороби в Чилі
- Луїс Сепульведа, письменник і журналіст. Помер 16 квітня 2020 року в Ов'єдо, Іспанія.[130]
- Серхіо Онофре Харпа, політик та колишній міністр внутрішніх справ під час військової диктатури. Помер 19 квітня 2020 року в Сантьяго.[131]
- Нельсон Орельяна, алькальд Тільтіля. Помер 15 червня 2020 року в Сантьяго.[132]
- Бернардіно Піньєра, католицький єпископ та дядько президента Чилі Себастьяна Піньєри. Помер 22 червня 2020 года в Сантьяго.[133]
- Ернан Пінто , колишній алькальд Вальпараїсо. Помер 29 липня 2020 року у Вінья-дель-Мар.[134]
- Маріо Гутьєррес, гітарист і засновник гурту «Los Ángeles Negros». Помер 20 січня 2021 року.[135]
- Томас Відіелла, актор. Помер 10 березня 2021 року в Сантьяго.[136]
- Крістіан Кутурруфо, джазовий трубач. Помер 19 березня 2021 року в Сантьяго.[137]
- Крістофер Мансілья, трековий і шосейний велосипедист. Помер 10 травня 2021 року.[138]